# Islam i New Zealand
Islam i New Zealand er et relativt lille og nyt religiøst samfund på omkring 36.000 mennesker.
Islam i New Zealand begyndte med ankomsten af muslimske kinesiske guldminearbejdere i 1870'erne. Fra begyndelsen af 1900-tallet har der været en lav grad af muslimsk indvandring fra Indien og det østlige Europa indtil 1960'erne. Herefter begyndte en storskalaindvandring af muslimer i 1990'erne med ankomsten af indvandrere og flygtninge fra forskellige krigshærgede lande.
Den første muslimske organisation, New Zealand Muslim Association, blev registreret i 1950. Det første islamiske center blev oprettet i Auckland i 1959. Den første moske blev bygget i 1979 til 1980.
Den landsdækkende muslimske samfundsorganisation, Sammenslutningen af Islamiske Foreninger i New Zealand, blev registreret i 1979. Den første folkevalgte nationale formand blev Mazhar Krasniqi, en albaner oprindeligt fra Kosova. I 2002 beærede New Zealands regering Krasniqi med Dronningens tjenesteorden.
Mellem 1982 og 1999 var Marhum Sheikh Khalid Hafiz den øverste religiøse leder. Hafiz blev født i Indien og uddannet i Saudi-Arabien.